# بامبینو
میگل بارگاس خیمه‌نِس (اسپانیایی: Miguel Vargas Jiménez‎؛ ۱۲ فوریهٔ ۱۹۴۰–۵ مه ۱۹۹۹) با نام هنری بامبینو، خواننده اهل اسپانیا بود.
او سبک منحصربه‌فردی در خواندن آوازهای سبک فلامنکو داشت.
از فیلم‌ها یا مجموعه‌های تلویزیونی که وی در آن‌ها نقش داشته است، می‌توان به واحد ۷ (۲۰۱۲) اشاره نمود.